# Euphorbia diazlunana
Euphorbia diazlunana là một loài thực vật có hoa trong họ Đại kích. Loài này được (J.Lomelí & Sahagun) V.W.Steinm. mô tả khoa học đầu tiên năm 2003.